# 姚晓东
姚晓东（1962年4月—），男，江苏镇江人，中华人民共和国政治人物。研究生学历，博士学位，主任记者。第十二届全国人民代表大会江苏地区代表。现任江苏省政协副主席。

## 生平
早年毕业于复旦大学新闻专业，1982年7月毕业后分配到《新华日报》社，历任政法处编辑，南京记者站记者、副站长、站长，记者处副处长，副秘书长兼外宣处处长，社长助理等职。1986年3月加入中国共产党。1996年9月，任共青团江苏省委副书记。1999年8月，任江苏省广播电视厅（局）副厅（局）长、党组成员兼江苏人民广播电台台长。2000年12月，任中共江苏省委宣传部副部长。2001年6月，兼任省广播电视总台党委书记。同年8月兼任省广播电视集团有限公司董事长。2004年4月，任中共江苏省委副秘书长。2011年7月，转任中共江苏省常州市委副书记、代市长、市政府党组书记兼市行政学院院长；次年1月任市长。2013年2月，调任中共淮安市委书记。2013年3月，被选为全国人大代表。2014年1月，当选淮安市人大常委会主任。2020年1月，被选为江苏省十二届政协副主席。

## 金湖县过期疫苗事件
姚晓东担任中共淮安市委书记期间，2019年1月，淮安市金湖县黎城卫生院发生了一起口服过期疫苗事件。截至2019年1月9日下午4时，金湖县共计145名儿童接种了过期脊髓灰质炎疫苗。但据《环球时报》报道称：经调查，金湖过期疫苗问题最早可以追溯到2010年；根据当地家长提供的大量证据，除脊髓灰质炎减毒活疫苗过期外，当地亦有麻腮风三联疫苗、卡介苗、百白破疫苗、水痘疫苗、乙脑疫苗、乙肝疫苗、b型流感嗜血杆菌疫苗等大量其他品类疫苗过期问题，有的疫苗已过期长达四年，甚至有家长称孩子接种的疫苗没有生产编号记录。这意味着受影响儿童的数量远超当地政府所声称的145名儿童。
1月8日晚，中共金湖县卫生计生委党委研究决定对责任单位黎城卫生院、县疾控中心责令改正，给予警告；对疾控中心分管副主任杨万琴、疾控一科主持工作的副科长韩伟、黎城卫生院主持工作的副院长刘志兵给予免职处理；对黎城卫生院疫苗管理员孙定兰，接种人员郭岳涧、杨士涛，县疾控中心疾控一科工作人员柏云霞、宋爱佳给予立案调查；其他相关责任人县纪委监委已介入调查处理。1月11日，数以百计的孩子家长前往县政府及县人民医院抗议，当地出动大量警力进行封锁，并与民众发生冲突；当天下午，江苏省卫生健康委于官网发布《江苏省卫生健康委督导金湖县过期疫苗事件处置工作》的公告，称针对金湖县过期疫苗事件，江苏省卫生健康委迅速派出由委相关负责人带队，省疾控中心、南京市儿童医院专家等联合组成的督导组，于1月8日赴当地督促指导相关工作，责成当地认真核实，查明原因，立即整改，依法依规依纪严肃处理。督导组将指导当地做好对接种儿童的咨询服务、医学观察和疫苗补种工作，同时要求保障正常医疗秩序。当天晚上，金湖县人民政府针对口服过期脊灰疫苗事件处理进行了通报：已对金湖县副县长高昌萍政务立案，对县卫计委党委书记、主任陈化，县卫计委党委副书记邱永馥，县卫计委党委委员、副主任杨志立案审查；对黎城卫生院院长汪泓等17人分别予以立案调查和开除党籍，开除公职等处分。